# Ruwisch
Ruwisch is een historisch merk van scooters.
De bedrijfsnaam was: Karl Ruwisch, Fahrzeug & Maschinenfabrik, Köln-Ehrenfeld.
Duits merk dat van 1948 tot 1959 lichte scootertjes met 38 cc Victoria-tweetaktmotor bouwde.